# Euphorbia jamesonii
Euphorbia jamesonii är en törelväxtart som beskrevs av Pierre Edmond Boissier. Euphorbia jamesonii ingår i släktet törlar, och familjen törelväxter. IUCN kategoriserar arten globalt som sårbar.
Artens utbredningsområde är Ecuador. Inga underarter finns listade i Catalogue of Life.